# Кирик Віктор Андрійович
Ві́ктор Андрі́йович Ки́рик (22 червня 1944, Новосибірськ) — український дипломат. Надзвичайний і Повноважний Посол України.

## Життєпис
Народився 22 червня 1944 року в Новосибірську. Закінчив Уманський технікум механізації сільського господарства (1964),
Київський державний університет ім. Т. Г. Шевченка (1973), факультет міжнародних відносин та міжнародного права. Володіє іноземними мовами: російською, англійською.
У 1964 — автомеханік Звенигородського відділення «Сільгосптехніки».
З 1964 по 1967 — служба в збройних силах.
У 1968 — диспетчер автостанції у Звенигородці.
З 1968 по 1973 — студент Київського університету ім. Т.Шевченка.
З 1973 по 1974 — аташе відділу міжнародних організацій Міністерства закордонних справ Української РСР
З 1974 по 1989 — 3-й, 2-й, 1-й секретар, радник, заступник начльника консульського відділу МЗС УРСР.
З 1989 по 1991 — начальник консульського відділу.
З 1991 по 1995 — 1-й заступник начальника, в.о. начальника, начальник Консульського управління МЗС України.
З 1995 по 1998 — Генеральний консул України в Чикаго.
З 1998 по 2001 — начальник Консульського управління МЗС України.
У 2001 — директор Департаменту консульської служби, член Колегії Міністерства закордонних справ України.
З 10.2001 по 11.07.2006 — Надзвичайний та Повноважний Посол України в Хорватії.
З 04.2002 по 11.07.2006 — Надзвичайний та Повноважний Посол України в Боснії та Герцоговині за сумісництвом.

## Дипломатичний ранг
- Надзвичайний і Повноважний Посол України (2003)